# Nils Andersson i Västanåker
Nils Andersson (i riksdagen kallad Andersson i Västanåker), född 10 februari 1747 i Lavads socken, död 2 december 1823 i Gösslunda socken, var en svensk hemmansägare och riksdagsman i bondeståndet.
Andersson företrädde Kållands, Viste och Åse härader av Skaraborgs län vid riksdagen 1809–1810. Vid riksdagen 1815 företrädde han förutom dessa härader även Barne härad.
Vid 1809–1810 års riksdag var Andersson ledamot i statsutskottet, suppleant för fullmäktige i riksbanken och i riksgäldskontoret. Under 1815 års riksdag var han ledamot i bankoutskottet.